# Ватиканские гроты
Ватиканские гроты — крипта, расположенная ниже уровня фундамента собора Святого Петра.

## Расположение
Ватиканские гроты расположены под частью нефа собора на глубине трёх метров под землей. Охватывают площадь от главного алтаря («папский алтарь») и простираются примерно до середины нефа, образуя подземный храм, занимающий пространство между современным этажом новой базилики и фундаментом старой базилики Константина IV века.
По площади Ватиканские гроты примерно соответствуют размерам первой базилики, которая простояла до XVI века. Именно поэтому они по протяжённости меньше длины всего нефа современной базилики, которая больше предыдущей.

## Захоронения
В Ватиканских гротах в настоящее время покоятся 23 из 265 умерших пап римских. Многие из преемников святого Петра хотели быть похороненными рядом с ним. Кроме них там покоятся короли, принцы, религиозные деятели и первые христиане Рима. Гроты — впечатляющая достопримечательность, поскольку содержит гробницы многих исторических лиц в дополнение к 148 папским захоронениям в целом комплексе сооружений Собора Святого Петра.
Кроме римских пап, в Гротах похоронены некоторые королевские особы, в том числе королева Швеции Кристина и королева Кипра Шарлотта.
Среди наиболее важных художественных работ в гротах можно отметить гробницу Бонифация VIII, созданную Арнольфо ди Камбио; гробницу кардинала Берардо Эроли, созданную Джованни Далмата; фрагменты фресок Каваллини; и бронзовый саркофаг папы Сикста IV, созданный Антонио дель Поллайоло в 1493 году.
В 2005 году в Ватиканских гротах был погребён папа римский Иоанн Павел II; он упокоился на месте Иоанна XXIII († 1963), мощи которого после беатификации в 2000 году были перенесены в собор Святого Петра. После беатификации Иоанна Павла II его раку 1 мая 2011 года также подняли из гротов в собор. В 2023 году в Ватиканских гротах был похоронен папа римский на покое Бенедикт XVI.
Понтифики, покоящиеся в гротах
1. Пётр
2. Иоанн VII
3. Адриан IV
4. Григорий V
5. Николай III
6. Бонифаций VIII
7. Урбан VI
8. Иннокентий VII
9. Николай V
10. Каликст III
11. Павел II
12. Пий III
13. Юлий III
14. Марцелл II
15. Иннокентий IX
16. Иннокентий XIII
17. Пий VI
18. Бенедикт XV
19. Пий XI
20. Пий XII
21. Павел VI
22. Иоанн Павел I
23. Бенедикт XVI